# Elisaweta Tolewa
Elisaweta Tolewa (bg. Елисавета Толева; ur. 2 kwietnia 1974) – bułgarska zapaśniczka walcząca w stylu wolnym i judoczka. Brązowa medalistka mistrzostw świata w 1994; szósta w 1995. Czwarta na mistrzostwach Europy w 1997; piąta w 1996 roku. Startowała w Pucharze Świata w judo w 1992, 1996, 1997 i 1999. Trzecia na mistrzostwach Bułgarii w 2001 roku.